# Jacopo Amigoni
Jacopo Amigoni, parfois nommé Giacomo Amiconi (né en 1675 à Naples ou à Venise et mort en 1752 à Madrid), est un peintre, dessinateur et graveur vénitien qui fut actif dans la première moitié du XVIIIe siècle, période du baroque tardif ou rococo, connu pour ses tableaux mythologiques et religieux.

## Biographie
Formé à l'art de Luca Giordano avant 1711, il s'installe à Venise, où il contribue à renouveler la peinture locale avec Ricci et Pellegrini en l'orientant vers le rococo. Il voyage beaucoup et produit une œuvre abondante à travers toute l'Europe. Il travaille en Bavière de 1719 à 1728.
Durant son séjour londonien (1729 - août 1739), pour le metteur en scène John Rich et le Covent Garden Theatre de Londres, Amigoni et son assistant le peintre George Lambert, produisent des scénographies d'une exceptionnelle qualité. En 1739, il est supplanté par William Hogarth pour la commande concernant la décoration de l'hôpital St. Bartholomew et décide de partir pour Venise. Il séjourne à Paris en 1736.
Après un certain succès en Allemagne et en Angleterre, il s'installe en Espagne à partir de 1747, comme peintre de cour, en déployant un style élégant et académique.

## Conservation de ses œuvres

### Œuvres dans les collections publiques
Les pays, villes et noms d'institutions sont classés par ordre alphabétique, les œuvres par date.

#### Allemagne
- Berlin
  - Gemäldegalerie : Sigismund Streit.
  - Musées d'État de Berlin : Dame en Diane.
- Munich, Alte Pinakothek : Vénus et Adonis.

#### Espagne
- Madrid
  - Académie royale des Beaux-Arts Saint-Ferdinand : Farinelli.
  - Musée du Prado : Barbara de Braganza.

#### France
- Brest, musée des Beaux-Arts : Le Sacrifice d'Iphigénie (v. 1740), huile sur toile, 150 × 184 cm[3].
- Chartres, musée des Beaux-Arts : Sainte Catherine d'Alexandrie et Saint André, huile sur toile, don Justin Courtois, 1888 (inv. 5640).

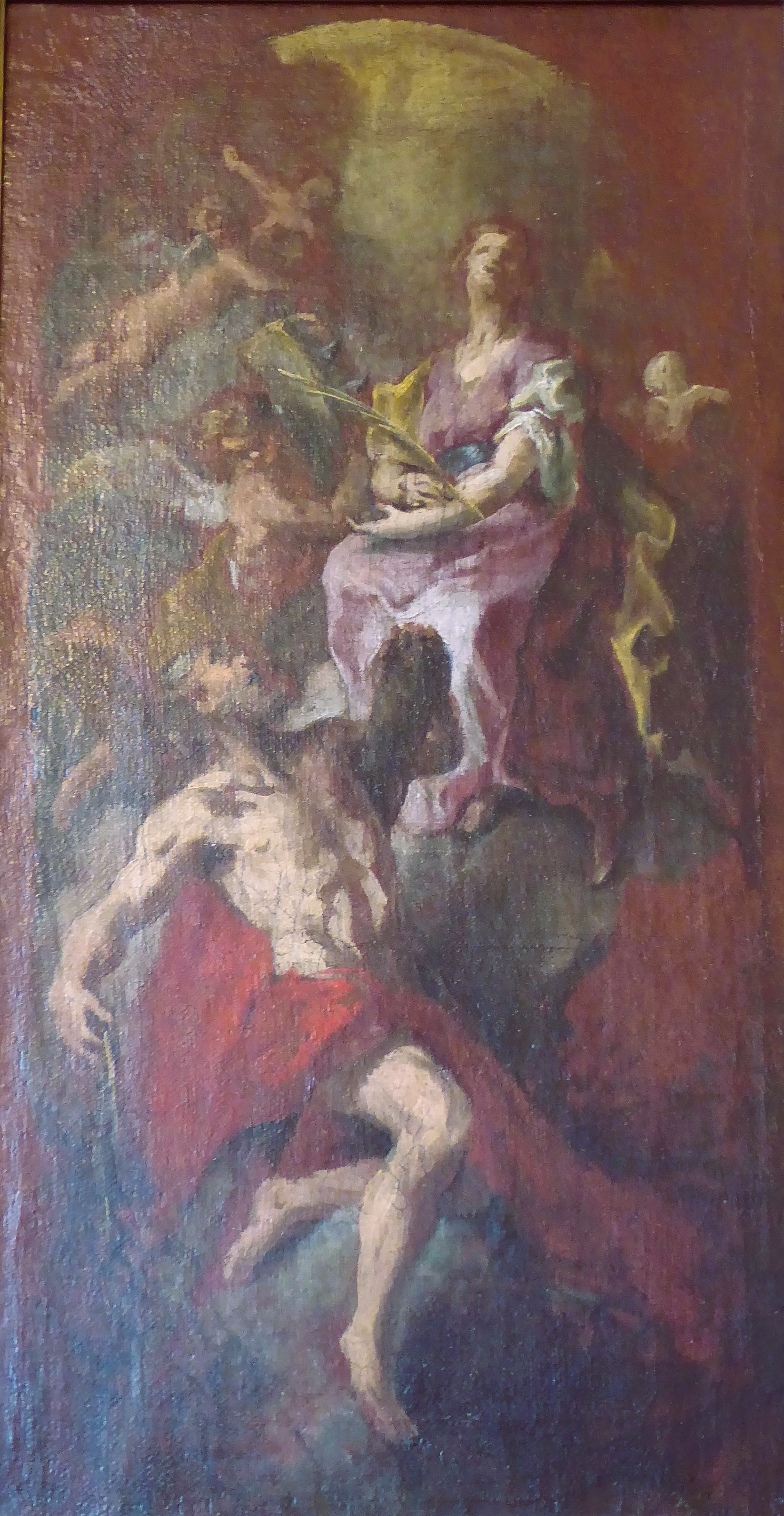
Sainte Catherine d'Alexandrie et Saint André, musée de Chartres.

#### Italie
- Venise
  - Ca' Rezzonico
    - Jael et Sisera (v. 1739), Museo del Settecento Veneziano ;
    - Enfants jouant avec un oiseau, Pinacothèque Egidio-Martini ;
    - Vénus et Adonis avec les Néréides, Pinacothèque Egidio-Martini.

  - Galeries de l'Académie[2] : Vénus et Adonis, vers 1740, huile sur toile, 51 × 72 cm.

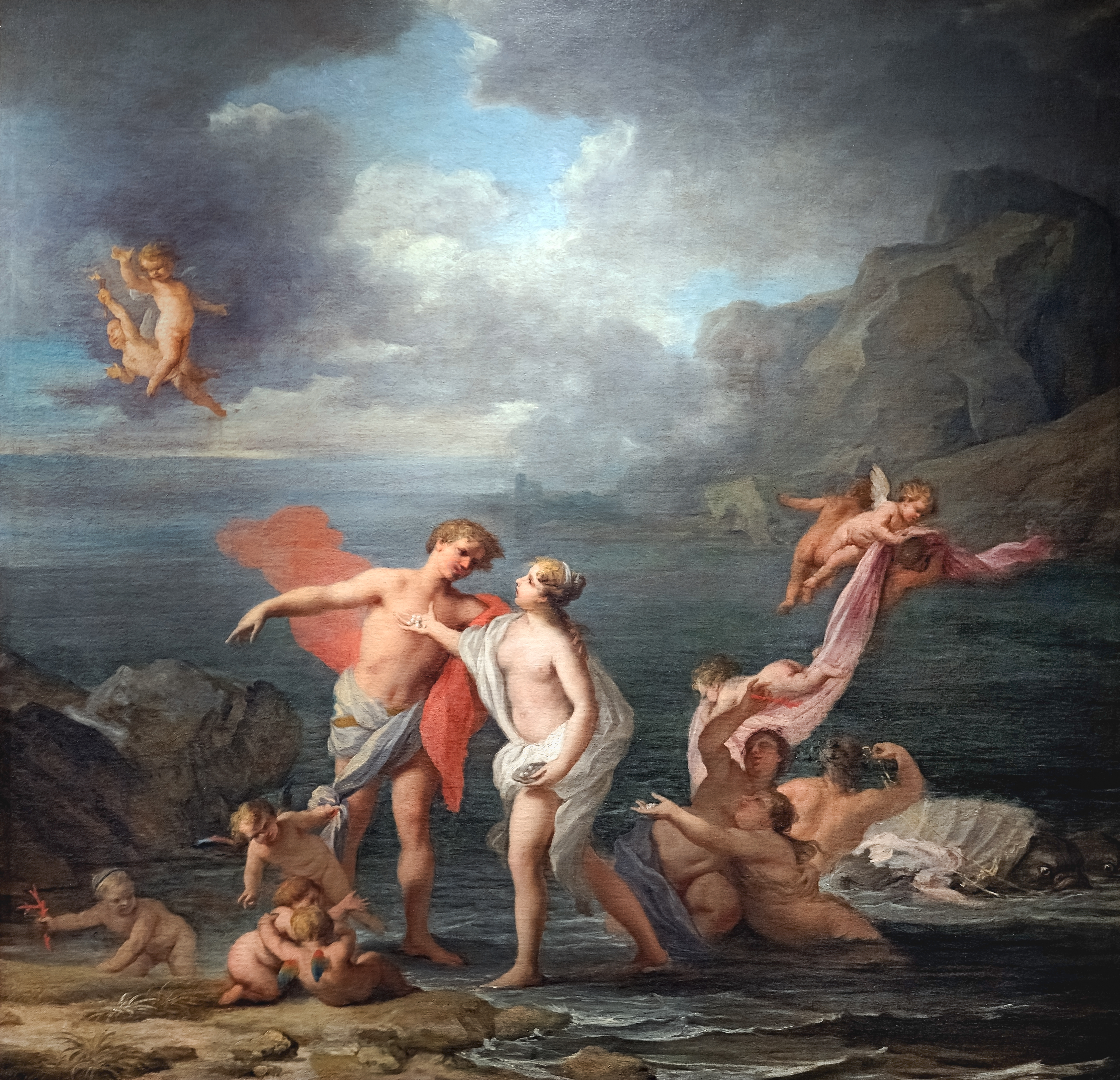
Vénus et Adonis avec les Néréides, Ca' Rezzonico, Venise.
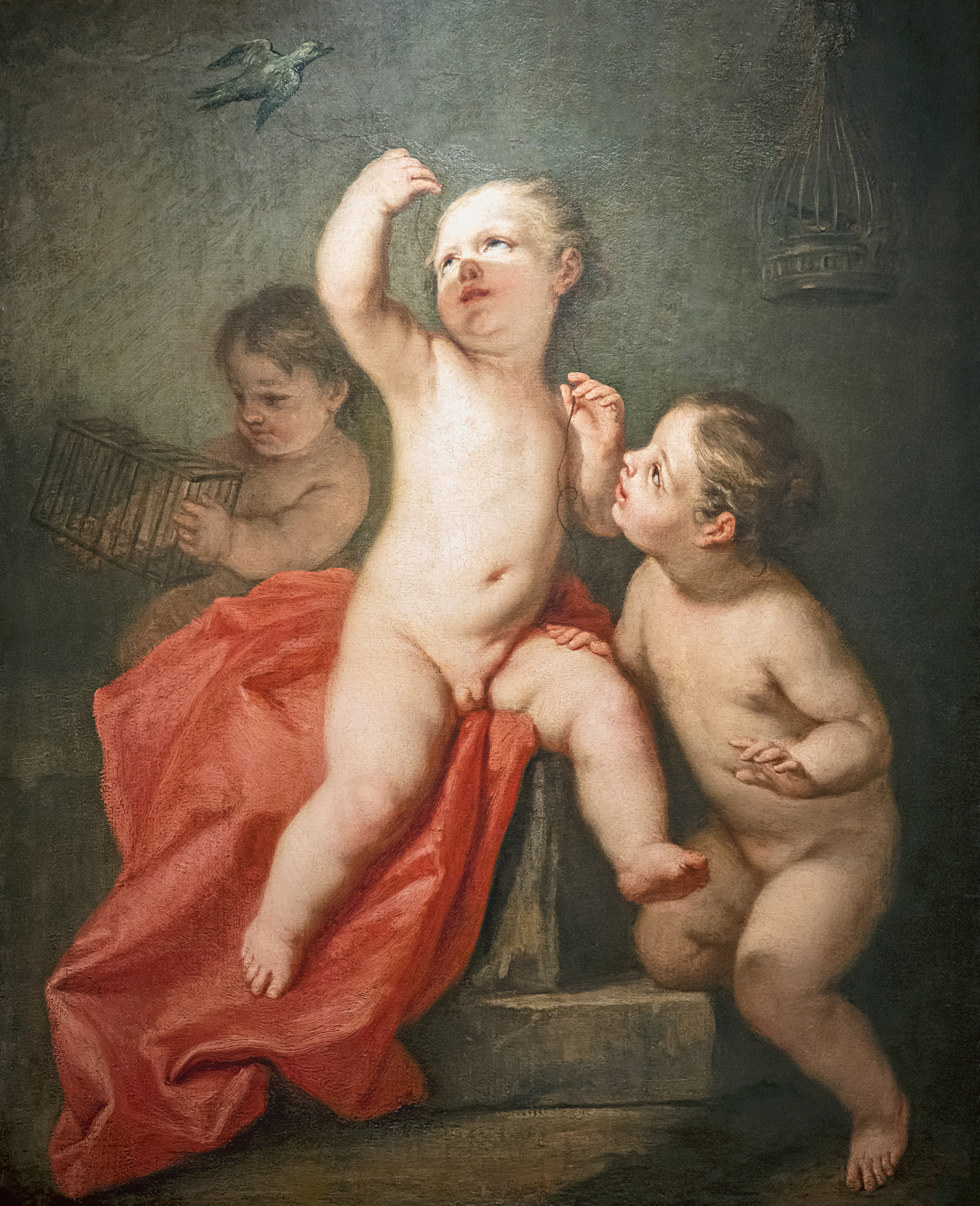
Enfants jouant avec un petit oiseau, Ca' Rezzonico, Venise.
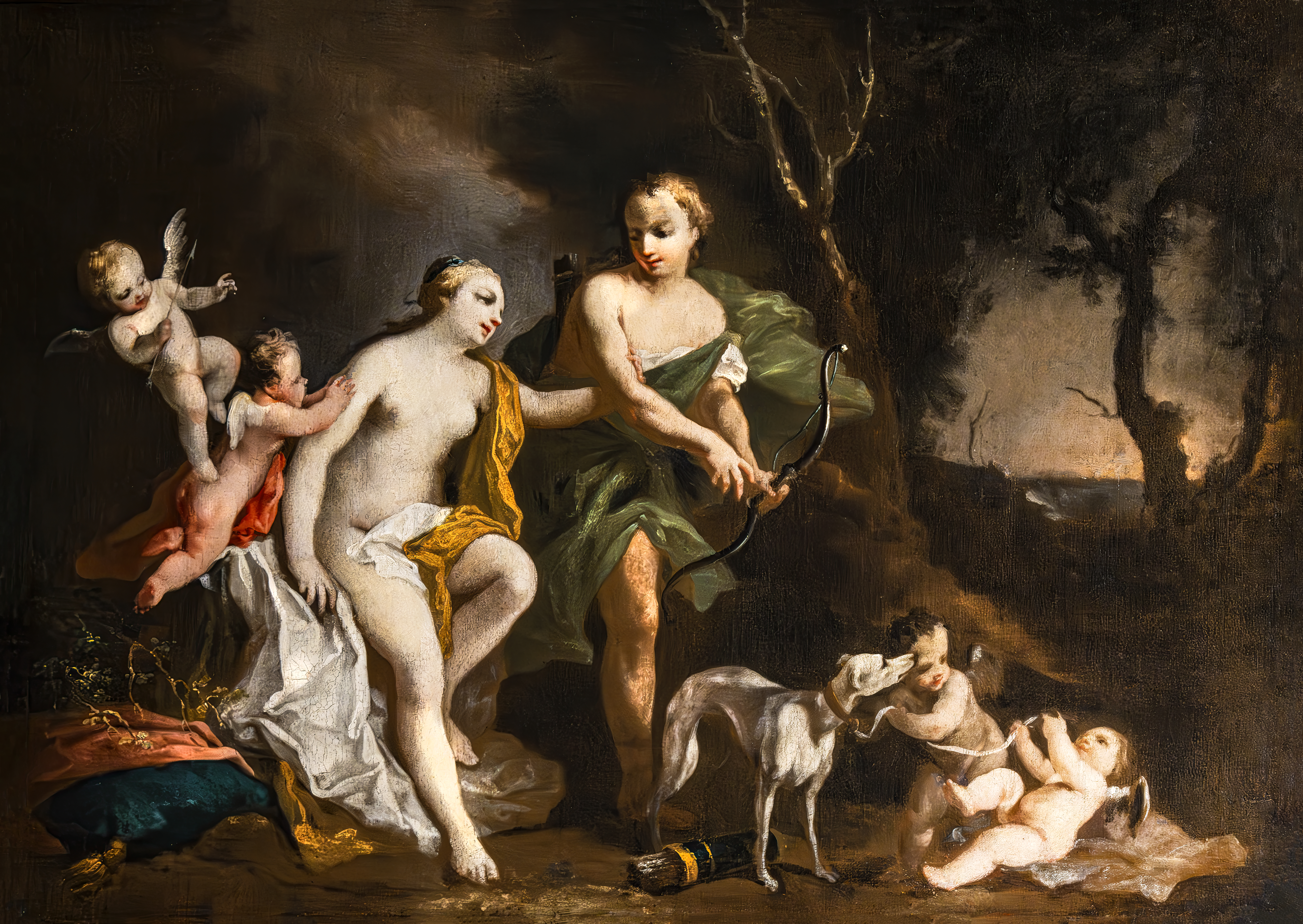
Venus et Adonis, Galeries de l'Académie de Venise.
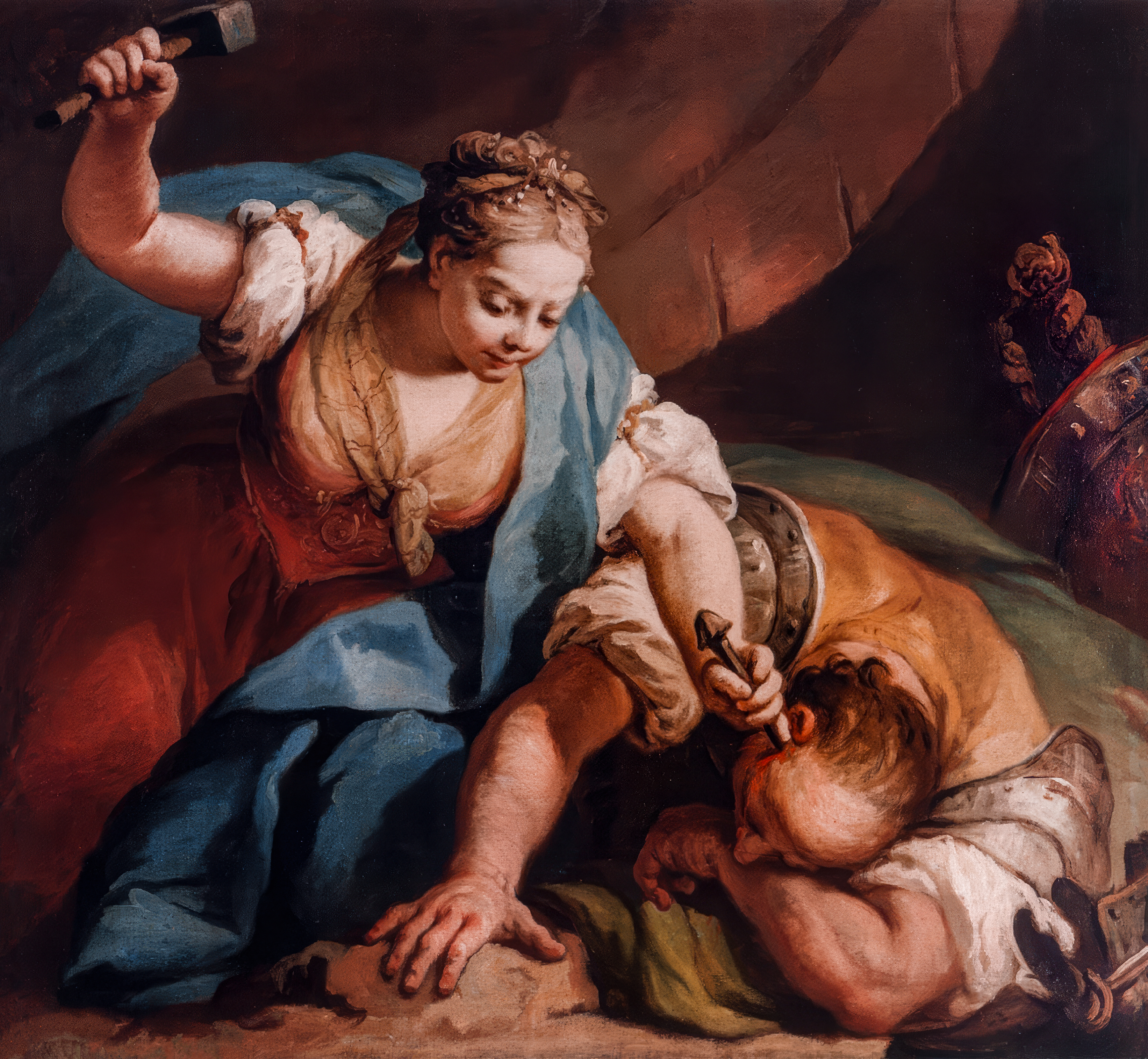
Jaël tue Sisera, Ca' Rezzonico, Venise[4].
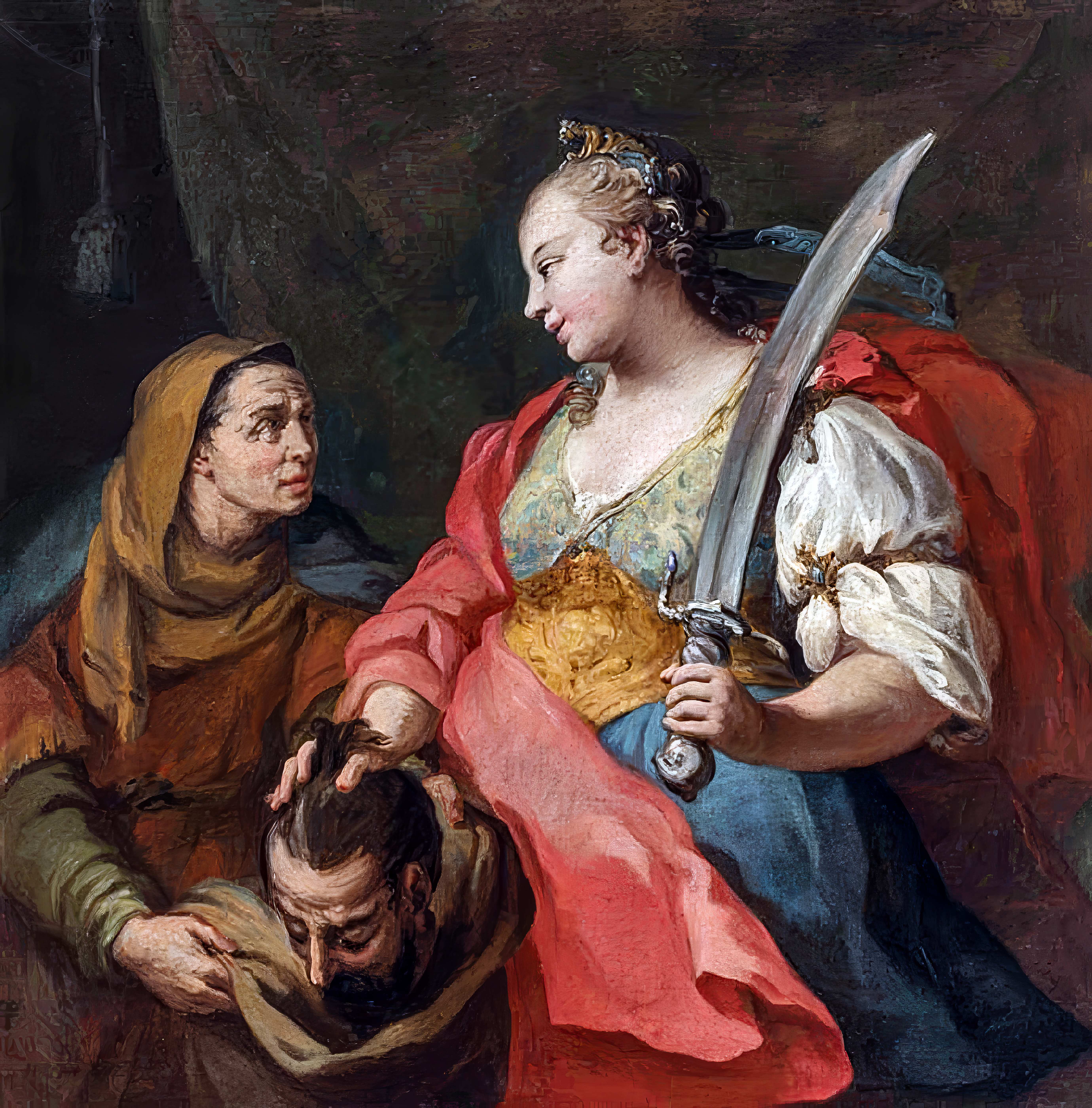
Judith avec la tête d'Holopherne, Ca' Rezzonico, Venise[4].

#### Royaume-Uni
- Hertfordshire, Moor Park : Junon recevant le présent d'Argos.

### Œuvres non localisées
- Les Remerciements de Noé, Adam et Ève chassés du Paradis, Le Péché originel, Le Déluge, illustrations ;
- Jupiter et Callisto, gravure ;
- Hannibal jurant une haine éternelle à Rome ;
- Frédérique, prince de Galles.